# Agnes Lundell
Agnes Amanda Lundell, född 13 juli 1878 i Åbo, död 17 september 1936 i Helsingfors, var en finländsk advokat och donator.
Lundell var den första kvinna som i Finland avlade rättsexamen (1906)[källa behövs]. Hon innehade från 1911 egen advokatbyrå i Helsingfors. Hon donerade testamentariskt huvuddelen av sin kvarlåtenskap till Åbo Akademi för upprätthållande av en juridisk professur.